# Fivlereds kyrka
Fivlereds  kyrka är en kyrkobyggnad som sedan 1998 tillhör Åsarps församling (tidigare Fivlereds församling) i Skara stift. Den ligger  
i den sydöstra delen av Falköpings kommun.

## Kyrkobyggnad
Kyrkans västra del anses uppförd under medeltiden. Den ligger på en holme omfluten av Ätran och vid sjön Lönerns norra ände. Det skyddade läget medförde att den under medeltiden kunde användas som tillflyktsort i orostider. Kyrkobyggnadens östra del med koret tillbyggdes år 1741 och då tillkom även vapenhuset av trä.
I sin nuvarande form består kyrkan av långhus med tresidigt kor i öster. Norr om koret finns en vidbyggd sakristia. Vid långhusets västra kortsida finns ett vapenhus av trä i två våningar som är något smalare och lägre än långhuset. 
Inredningen är huvudsak från 1800-talet. Vid en restaurering 1954 målades interiören om och man installerade elektriskt ljus. Man hittade äldre väggmålningar, som emellertid var så skadade att de inte gick att restaurera. År 1983 renoverades kyrkan in- och utvändigt utan hjälp av de antikvariska myndigheterna och 1992 lades kyrkans tak om och fönstren renoverades.

## Inventarier

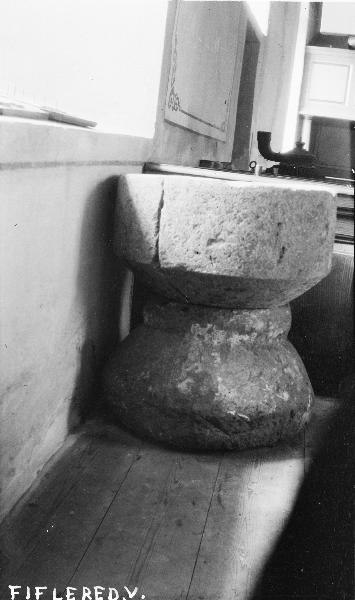
Dopfunten.

- Dopfunt av sandsten tillverkad omkring år 1200 i två delar med höjden 76 cm. Cuppan är cylindrisk med skrånande undersida och helt utan dekor. Foten är rund med buktande översida som avslutas med en kraftig vulst. Centralt uttömningshål.[1]
- En altaruppsats i barockstil föreställande Kristus på korset och två kvinnogestalter på ömse sidor är utförd av Jöns Lindberg från Sandhems socken. Den donerades av lagman Johan Timell år 1792 och står på det gamla stenaltaret.
- Nummertavlan är av gustaviansk stil med hållare i form av en uppåtriktad hand.
- Predikstolen är troligen tillverkad i början av 1800-talet.

### Klockstapel och klockor
Klockstapeln från 1700-talet har kjolformad inklädnad. I den hänger två klockor.
- Storklockan från medeltiden är av en klumpig och primitiv typ som tyder på mycket hög ålder. Den har grova inristningar med tre kors och ett bomärke. På skriftbanden finns runliknande tecken, som är svagt ristade, men utan begriplig mening.[2]
- Lillklockan är gjuten 1699.

## Orgel
- Kyrkans första orgel var byggd av Svante Johansson i Liared.
- Den ersattes 1927 av en pneumatisk orgel byggd av Nordfors & Co med sex stämmor fördelade på manual och pedal.[3]

| Manual (C-f3)     | Pedal (C-d1)         | Koppel     |
| ----------------- | -------------------- | ---------- |
| Borduna 16'       | Subbas 16' (transm.) | Man/Ped    |
| Principal 8'      |                      | Man 4'/Man |
| Rörflöjt 8'       |                      |            |
| Salicional 8'     |                      |            |
| Violin 8'         |                      |            |
| Crescendosvällare |                      |            |